# ディック・ウッド
ディック・ウッド（Dick Wood 1936年2月29日 - 2015年4月4日）はアラバマ州ラネット出身の元アメリカンフットボール選手。現役時代のポジションはクォーターバック。

## 経歴
オーバーン大学から1959年のNFLドラフトでボルチモア・コルツから指名されたがロースターに残ることができず、1962年にフリーエージェントでデンバー・ブロンコスと契約、その後サンディエゴ・チャージャーズ、ニューヨーク・ジェッツ、オークランド・レイダース、マイアミ・ドルフィンズでプレーした。AFLの5球団でプレーしたのは彼だけである。
1962年シーズン途中、サンディエゴ・チャージャーズに移籍したがシーズン終了後、チームを解雇された。その後1963年ニューヨーク・ジェッツのヘッドコーチに就任したウィーブ・ユーバンクヘッドコーチに拾われた。
1964年にはシェイ・スタジアムにおけるチームの初タッチダウンパスをタイトエンドのジーン・ヒーターへ成功させている。この年彼は22インターセプトを喫したものの2,298ヤードを投げて17タッチダウンをあげた。
1965年、ジェッツにはジョー・ネイマスが加入し彼はオークランド・レイダースに移った。
1966年には新規加入したマイアミ・ドルフィンズに加入したがパス成功率36%、4タッチダウンに対し14インターセプトを与え先発QBの座をボブ・グリーシーに取って代わられ、このシーズンでキャリアを終えた。
2015年、アトランタにて死去。

## プレースタイル
オークランド・レイダース在籍時、ロングパスを投げる能力からアル・デービスに気に入られたが同僚のトム・フローレスと比べてパスの正確性に欠けた。また機動性に欠けていた。